# Ambimadiro
Ambimadiro is een plaats en commune in het noorden van Madagaskar, behorend tot het district Antsohihy, dat gelegen is in de regio Sofia. Tijdens een volkstelling in 2001 telde de plaats 10.219 inwoners.
De plaats biedt enkel lager onderwijs aan. 60 % van de bevolking werkt als landbouwer, 25 % houdt zich bezig met veeteelt en 10 % verdient zijn brood als visser. De belangrijkste landbouwproducten zijn rijst en koffie; andere belangrijke producten zijn bananen, mais en maniok. Verder is 5% actief in de dienstensector.